# Московский трактир
«Московский трактир» — картина русского художника Бориса Кустодиева, написанная в 1916 году.

## Описание
Картина, изображающая чаепитие ямщиков-старообрядцев в одном из московских трактиров, была написана Кустодиевым в 1916 году и в настоящее время находится в коллекции Третьяковской галереи.